# Currus
Currus (grec antic: ἅρμα) era el nom d'un carro de dues rodes característic de Roma, que s'usava principalment a les curses i a la guerra, portat per una sola persona que conduïa dret, protegir pels dos costats i el front i que era obert a la part del darrere. També era un carro lleuger que s'utilitzava per viatjar.
El cos principal del currus es deia antyx (ἄντυξ) o parament corbat. A la part davantera o a les tres parts del carro, formava un parapet defensiu i protector, que sembla que per davant no anava gaire més amunt que l'estómac. Era fet de fusta o de metall. Homer diu que era fet de fusta de figuera salvatge. De vegades la paraula antyx s'aplicava a tot el carro.
El currus tenia una barra (iugum, la llança o timó) a la que s'enganxava un o dos animals a cada costat amb el jou, fixat a la llança per un passador. El iugum, a la part oposada en perpendicular s'unia a l'eix (que es deia axis). Les rodes giraven sobre l'eix o fusell, com als carros moderns. L'eix era generalment de roure, i de vegades de freixe o d'om, i els carros dels déus el tenien de ferro. Els extrems acabaven generalment amb un cap d'animal. Al lloc on giraven les rodes hi havia plaques de ferro per reduir el desgast. Les rodes (rotae) giraven sobre l'eix i tenien normalment quatre radis units a un cèrcol de fusta, i portaven una protecció de ferro, al voltant exterior.